# Toninia pennina
Toninia pennina är en lavart som först beskrevs av Schaer., och fick sitt nu gällande namn av Vilmos Kőfaragó-Gyelnik. Toninia pennina ingår i släktet Toninia och familjen Ramalinaceae.   Inga underarter finns listade i Catalogue of Life.